# Canto per un altro Natale
Canto per un altro Natale (Carol for Another Christmas) è un film per la televisione del 1964 diretto da Joseph L. Mankiewicz, tratto dal racconto Il canto di Natale di Charles Dickens, adattato e modernizzato da Rod Serling.

## Trama
Daniel Grudge, un ricco industriale e feroce misantropo amareggiato per la perdita di suo figlio durante la seconda guerra mondiale, riceve la visita di tre fantasmi alla vigilia di Natale che lo portano a riconsiderare il suo atteggiamento nei confronti dei suoi simili.

## Produzione
Canto per un altro Natale fu il primo di una serie di speciali televisivi prodotti per promuovere le Nazioni Unite ed educare il pubblico circa i suoi scopi umanitari. Originariamente trasmesso dal network televisivo American Broadcasting Company (ABC) il 28 dicembre 1964, non andò più in onda per 48 anni, fino alla trasmissione da parte di Turner Classic Movies (TCM) avvenuta il 16 dicembre 2012.
Il film fu l'unica produzione televisiva diretta da Joseph L. Mankiewicz, ed include la prima apparizione di Peter Sellers dopo il periodo di convalescenza dovuto a una serie di infarti quasi mortali che lo avevano colpito nell'aprile 1964. Il film vede la partecipazione anche di Sterling Hayden, che aveva recitato in precedenza con Sellers ne Il dottor Stranamore - Ovvero: come ho imparato a non preoccuparmi e ad amare la bomba e Britt Ekland, all'epoca moglie di Sellers.

## Accoglienza
Dopo la sua trasmissione originale nel 1964, le recensioni furono contrastanti. Mentre alcuni critici ritennero che lo stile didattico del programma fosse appropriato per trasmettere il suo messaggio a un pubblico televisivo di massa, altri lo trovarono presuntuoso, prolisso o noioso. Variety descrisse il programma come "generalizzato all'estremo" e in definitiva "una delusione". Il Los Angeles Times in maniera simile espresse "disappunto per la trama noiosa", lamentandosi che la scena d'apertura tra Grudge e Fred "sembrava una discussione sulla North Hollywood High School" e doveva essere costata allo spettacolo molti spettatori annoiati che spensero la televisione." Jack Gould del The New York Times si spinse anche oltre, definendo il film "un esercizio pretenzioso e logorante di loquace inettitudine, una delle delusioni televisive più sconcertanti di sempre." Dopo aver ricevuto lettere di spettatori in disaccordo con la sua recensione, Gould scrisse un secondo articolo definendo il film "condiscendente, pretenzioso e noioso", "propaganda banale" e "un esercizio di sermoni pesanti sul fatto che le Nazioni Unite fanno del bene a noi tutti." Il The Washington Post recensì favorevolmente il programma, ma scrisse che il film "aveva fallito il suo scopo principale" perché "dalla maggior parte del pubblico... la lezione che veniva sottolineata era già stata appresa". Nonostante abbiano espresso insoddisfazione per il programma in generale, i critici elogiarono comunque le interpretazioni di alcuni attori, in particolare Sellers, Lawrence e Hingle.